# River Wakefield
River Wakefield är ett vattendrag i Australien. Det ligger i delstaten South Australia, omkring 93 kilometer nordväst om delstatshuvudstaden Adelaide.
Genomsnittlig årsnederbörd är 576 millimeter. Den regnigaste månaden är juni, med i genomsnitt 90 mm nederbörd, och den torraste är december, med 12 mm nederbörd.